# Стволопрохідницький комбайн
Стволопрохідницький комбайн — комплекс обладнання для проходки вертикальних стовбурів шахтних механічним (буровим) способом. Застосовується в породах міцність яких на одноосьове стискання не перебільшує 70 — 120 МПа (залежно від класу машини й оснащення робочого органу комбайна). Як правило, діаметр стовбура 6-8 м, глибина до 1500 м.
Стволопрохідницький комбайн складається з каркаса, головного привода з редуктором і електродвигунами, приводного вала, дводискового планетарного виконавчого органу, гідросистеми розпору каркаса, підйому і подачі на вибій виконавчого органу, пневмоелеватора для підйому породної пульпи із вибою в приймальний бункер, системи перевантаження пульпи з бункера в підіймальні ємкості, пересувної секційної опалубки з гідровідривом секцій, трубопроводів для подачі бетонної суміші за опалубку, а також системи підвіски комбайна в стовбурі за поліспастовою схемою на канатах лебідок, встановлених на поверхні.
Стволопрохідницький комбайн забезпечує виконання основних операцій: руйнування гірських порід, видачу гірничої маси на поверхню, спуск і центрування комбайна, його профілактичний огляд, заміну різців або шарошок, спорудження постійного кріплення і нарощування трубопроводів. Порода видається на поверхню у вигляді пульпи двоступеневим підйомом: пневматичним елеватором із вибою в бункери і через систему перевантаження — в підіймальні ємкості на поверхню. Може працювати за безлюдною схемою при управлінні комплексом з поверхні (прохідники виконують тільки перестановку опалубки і подачу за неї бетонної суміші). За функціями, будовою, способом проходки і т.і. стволопрохідницький комбайн та стволопрохідницький аґреґат є близькими аналогами.
Перші стволопрохідницькі комбайни були розроблені в Україні й пройшли апробацію наприкінці 30-х років ХХ ст. У другій половині ХХ ст. були впроваджені при споруджені стовбурів на шахтах Донецького басейну. Показали середню швидкість проходки близько 60 м/місяць, максимальну — 181 м/місяць (ВО «Луганськвугілля»). Найбільша глибина, досягнута стволопрохідницьким комбайном у Донбасі — 1107 метрів.